# Aydius
Aydius (en occitano Aidius, en euskera Aidioz) es una comuna francesa de la región de Aquitania en el departamento de Pirineos Atlánticos. Se sitúa en el valle de Aspe.
Aydius fue mencionada por primera vez en 1590 con el nombre de «Lo temple de Sent Martin d'Aydius».

## Demografía
| 685 | 726 | 701 | 891 | 833 | 822 | 890 | 813 | 855 | 735 | 695 | 715 | 694 | 613 | 586 | 541 | 526 | 520 | 518 | 489 | 349 | 283 | 268 | 241 | 181 | 137 | 98 | 88 | 94 | 67 | 74 | 80 | 100 |
| Para los censos de 1962 a 1999 la población legal corresponde a la población sin duplicidades (Fuente: INSEE [Consultar]) |     |     |     |     |     |     |     |     |     |     |     |     |     |     |     |     |     |     |     |     |     |     |     |     |     |    |    |    |    |    |    |     |

## Economía
La principal actividad es la agrícola y ganadera.